# Waldyr Sant’Anna
Waldyr Camargo Sant’Anna (* 26. November 1936 in Rio de Janeiro; † 21. April 2018 ebenda) war ein brasilianischer Schauspieler, Synchronsprecher und Radiomoderator.

## Leben
Waldyr Sant’Anna wuchs in Rio de Janeiro auf, wo er zeitlebens wohnte.
In seiner Jugend war er als Discjockey in Diskotheken und bei vielen Tanzveranstaltungen tätig. Von 1958 bis 1969 war er Radiomoderator bei Rádio Nacional AM de Brasilia.
Ab den 1970er-Jahren war er als Schauspieler tätig und wirkte in mehreren Filmen und Fernsehserien mit.
Er war über viele Jahrzehnte hinweg umfangreich als Synchronsprecher aktiv. So war er von 1990 bis zu seinem Tod,  mit einer mehrjährigen Unterbrechung, von der ersten Staffel bis zur achten Staffel und von der 15. Staffel bis zur 18. Staffel die portugiesische Stimme der Figur Homer Simpson und dessen Vater Abraham Simpson in der Zeichentrickserie Die Simpsons und in Die Simpsons – Der Film. Er synchronisierte auch Stan Laurel in den Dick und Doof-Filmen und war der langjährige Stammsprecher von Sean Connery und Eddie Murphy. Zudem war er auch als Sprecher in Animationsfilmen wie unter anderem in Toy Story und bei Videospielen tätig.
Waldyr Sant’Anna war insgesamt dreimal verheiratet. Aus seiner Ehe mit der Schauspielerin und Synchronsprecherin Marize Motta (* 1948) ging ein Kind hervor. Er starb am 21. April 2018 im Alter von 81 Jahren.